# Elena Gusano Galindo
Elena Gusano Galindo (Madrid, 1949) es una escritora en aragonés ansotano.
Licenciada en Sociología, fue funcionaria del Ministerio de Asuntos Exteriores. Conoció la lengua aragonesa a través de las mujeres de su familia, ya que su madre provenía de Ansó y su padre de Fago, ambas localidades situadas en el ámbito lingüístico de la variante ansotana del aragonés.

## Obra
Es autora de Guisos y ditos en os fogarils d'antismás (2004) y del relato corto Maiberal (2008), que ganó el  concurso de relatos cortos en aragonés "Luis del Val" organizado por el ayuntamiento de Sallent de Gállego.
En 2009 presenta Polideportivo 'El Escaladillo' de Sallent de Gállego la obra de teatro Yésica, un abrío d'agora, la primera obra de teatro escrita en aragonés ansotano.
Junto á Juan Karlos López-Mugartza publicaron los artículos As casas d'Ansó. Oiconimia d'a billa d'Ansó (Uesca, Aragón) en Luenga & Fablas, 15-16, 2011-2012 y As casas de Fago: oiconomia d'a bal d'Ansó en 2021.
También es autora del documental Alacay el baile del ramo, presentado en el Festival Internacional de Documental Etnográfico de Sobrarbe.
En 2015 se presentó en Yésero la primera edición de la recopilación de relatos "Brioleta. Encuentro de escritoras aragonesas", donde participó junto a otras escritoras como Lourdes Aso Torralba, María Pilar Benítez Marco, Chusa Garcés, Blanca Langa Hernández, Angélica Morales, Marta Navarro García y Almudena Vidorreta.
En 2018 fue galardonada con el premio Pedro Lafuente en aragonés por su trabajo "O churamento"
También ha estudiado la problemática de la emigración de las mujeres del Pirineo y su actividad laboral, particularmente sobre las vendedoras ambulantes de té de hierbas, las mujeres que se trasladaban a trabajar a la industria del sur de Francia o la situación de la mujer dentro del sistema familiar tradicional pirenaico y de las relaciones en torno a las herencias, y las consecuencias que ello comportó para las afectadas.